# Eduardo és Cristina
Az Eduardo és Cristina (olaszul Eduardo e Cristina) Gioachino Rossini kétfelvonásos operája. Szövegkönyvét Andrea Leone Tottola és Gherardo Bevilacqua-Aldobrandini írták Giovanni Schmidt Odoardo e Cristina 1810-es librettója alapján. Ősbemutatójára 1819. április 24-én került sor a velencei Teatro Benedettóban.

## Szereplők
| Szereplő                  | Hangfekvés |
| ------------------------- | ---------- |
| Carlo, Svédország királya | tenor      |
| Cristina, a lánya         | szoprán    |
| Eduardo, svéd tábornok    | alt        |
| Giacomo, skót herceg      | basszus    |
| Atlei, Eduardo barátja    | basszus    |